# 超頭脳シルバーウルフ
『超頭脳シルバーウルフ』（ちょうずのうシルバーウルフ）は、原作：金成陽三郎、漫画：越智辺昌義による日本の漫画作品。

## 概要
1991年に講談社の漫画雑誌『マガジンSPECIAL』の第2号に読切として掲載され、同年の第7号に再び読切作品として再登場。その後、第10号より連載を開始し、翌1992年の第5号まで掲載された。単行本は連載雑誌発刊元の講談社より全3巻が発行されている。1996年には本作を原作としたテレビドラマ『銀狼怪奇ファイル〜二つの頭脳を持つ少年〜』が放映された。
内容は架空の古代遺跡にまつわるロマンファンタジー。なお、テレビドラマ版では主要登場人物こそ同名であるものの、ストーリーや背景などは別のオリジナルドラマとなっており、主人公のシルバーウルフも「銀狼」を名乗る（詳細は後述）。

## あらすじ
不破耕助は非常に気弱で目立たない中学生。幼い頃に両親を亡くし、父親の友人である考古学の教授・小早川の元、彼の娘で耕助の担任教師でもある小早川冴子と共に暮らしていた。ある日、耕助は家に入ってきた泥棒によって車に轢かれ瀕死の重傷を負ってしまう。誰もが彼の死を確信したその時、耕助の脳波に異常が現れると同時に耕助の体は驚異的かつ瞬間的な回復を見せ、耕助の髪は銀色に輝いた。耕助の変化は一瞬で終わり、奇跡的な回復以外は気のせいだと思われる中、教授だけは耕助が心配でならない。彼は9年前に「銀髪の耕助」の姿を見ていた。その「銀髪の耕助」は幼子とは思えぬ程の超頭脳と超感覚を持ち、父が事故に見せかけて殺されたことと助手・口咲の犯行だと看破し自らの手で炎の裁きを下していたのだ。
学校行事でとある遺跡に赴いた耕助と冴子、そして耕助が心配になり行事の案内役として同行していた教授はそこで家から資料を盗んだ泥棒に鉢合わせしてしまい、更には、彼が不用意に作動させた遺跡の罠で窮地に陥ってしまう。瀕死の重傷を負った耕助は再び「銀髪の耕助」となり、遺跡の謎を解き始める。それ以降、小早川家は数々の古代遺跡の秘密を狙う数多くの機関の争いに巻き込まれてゆく。戦いの中で「銀髪の耕助」は「シルバーウルフ」と呼ばれるようになり、耕助の父を抹殺した天才児選民組織「ローレンツ財団」との戦いに発展する。
一方、耕助自身の体もまた「銀髪の耕助」と「普通の耕助」とのアンバランスに蝕まれていた。耕助自身の体が「銀髪の耕助」の能力についていけず、最終的にそれは肉体と頭脳の酷使という形で寿命を削る結果を招くことになる。そして「ローレンツ財団」は最終作戦を展開。彼らは超古代の最終兵器を蘇らせて人類絶滅を企みだしたのだ。耕助は友を救うために財団の本拠へと乗り込み、犠牲を成しながらも財団の主を倒す。全てが終わった後、「銀髪の耕助」はいつ果てるともない永き眠りについた。しかし、再び彼の愛する者たちに危機が訪れた時、耕助の銀髪は再び輝き出すだろう。

## 登場人物
不破耕助（ふわ こうすけ）
主人公。ドジ・気弱・成績下位と、どうにも褒めようのない中学2年生。周囲からは馬鹿にされており、常にガキ大将にパシリにされてしまうほど。だが、そのことに不満を抱くことは少なく、ケントから受けた奴隷同然の酷い扱いに対しても遺恨を持たず、彼に友人として接しようとするお人好しでもある。しかし、頭蓋骨内に頭脳を2つ持っており、普段活動しているのはその頭脳の一方のみ。自らの生命が危険に晒された時や自らの愛する者たちに危機が迫る時には普段休眠しているもう一方の頭脳が覚醒し、「シルバーウルフ」の異名をとるもう1つの人格が現れる。
交代する耕助の人格は「2つの頭脳がそれぞれに人格を有しているため」のものであり、多重人格にはあたらない。小早川によれば、耕助は双生児として生を受けたが、耕助の兄弟に当たる胎児は脳髄が存在せず死産となったという。
「銀髪の耕助」が出現している間の記憶は全くないが、自身や大切な人たちに危機が訪れた際に現れる「もう1人の自分」の存在に次第に気付き始め、ケントがローレンツ財団に捕らわれたことを知った際には窓から飛び降りてあえて危機に陥ることで自ら「銀髪の耕助」に交代した。
銀髪の耕助
耕助の中に眠るもう1つの人格であり、この人格が覚醒すると耕助の髪は銀色に変化する。その姿がまるで血に飢えた銀毛の狼のようだということから「シルバーウルフ」という異名も持つ。
IQ300以上と推測される類稀なる超頭脳を持つ。また、普通の人間の場合は活動範囲がセーブされている脳がほぼ全力で活動しており、命の危機を感じた際にはほんの一瞬ではあるがサイコキネシスを発動させ、小早川を驚愕させた。基本的な性格は残酷でスリルを好む自信家だが、耕助のもっとも大切な人であり人格交代の起点となることが多い冴子や父親代わりの小早川には不器用ながらも愛情を向け、ケントに対しても次第にライバル兼親友として認める態度を取るようになっていった。
ローレンツ財団との最終決戦では、ケントの死に対して耕助と「銀髪の耕助」の双方が激しい怒りと哀しみを覚え、2つの脳の潜在能力を限界まで引き出したことで、強力なサイコキネシスやテレポーテーションすら発動させた。しかしそのことで耕助の肉体と頭脳を苛む負荷は限界に達し、「銀髪の耕助」は冴子に別れの言葉を告げて眠りについた。
小早川冴子（こばやかわ さえこ）
耕助の担任教師であると同時に、姉代わりの保護者。快活でしっかりした姉御肌。非常に母性的で、耕助を実の弟のように可愛がっている。
小早川（こばやかわ）
冴子の父。大学の考古学教授。お人好しかつ騙されやすい性格で、トラブルによく巻き込まれている。遺跡発掘中に抹殺された耕助の父とは友人同士であった。
ケント・シュナイダー（Kent Schneider）
その外見から「金髪の天才児」の異名をとり、わずか14歳で大学教授にまで上り詰めた少年研究者。日本に隠されていたソロモン王の遺跡発掘のために来日、アメリカ軍を従えて小早川家を拉致し、特に耕助のことを「イエローモンキー」と見下し奴隷同然の扱いをする。しかし土壇場で従えていた米軍に裏切られ、「銀髪の耕助」の機転に助けられる。当初は「銀髪の耕助」のライバルとして登場していたが、「バベルの塔」を巡る共闘を契機として、互いに憎まれ口を叩きつつもその頭脳を認め合う親友同士となった。
超頭脳を持たない普通の耕助に対しては、前述のように奴隷同然の扱いをしたり、「銀髪の耕助」の力を借りるためにわざと危機に陥らせるなど冷酷な態度を取ったこともあったが、彼の度を超えたお人好しな性格に流される形でその態度を軟化させている。
耕助の身体が「銀髪の耕助」の能力による負荷に苛まれていることに気付いており、ローレンツ財団との戦いに「銀髪の耕助」の力が必要だという昇竜の言葉を拒否していたが、ローレンツ財団に捕えられてしまう。最期は自身を救出にやってきた耕助を総帥の元に行かせローレンツ財団との戦いに終止符を打つため、彼の盾となり財団の幹部を倒して死亡した。
周 昇竜（しゅう しょうりゅう）
ローレンツ財団の一員で「マーキュリー」のコードネームを持つコンピュータ理論の天才児。奇門遁甲および風水に精通し、財団において5年間高等教育と格闘技を叩き込まれた優秀な戦士でもある。自らの頭脳を過信したが故に古代文明の遺産を暴走させるが、「銀髪の耕助」の機転により助けられる。その後、実験の失敗によって口封じのために抹殺されることが確定的となったため、財団を裏切り耕助とケントに力を貸す。
ケントがローレンツ財団に捕えられたことを耕助に告げ、彼と共に財団の本拠地へと潜入する。耕助を総帥の元に行かせるために財団の幹部を足止め・撃破して生き残り、「銀髪の耕助」と総帥の戦いの決着や冴子との別れを見届けた。
総帥
ローレンツ財団のトップ。その正体はロボットであり、その通称「マリオネット」はそこから来ていた。

## テレビドラマ
1996年に日本テレビ系列の土曜夜9時枠にてテレビドラマ化された。
ドラマ版ではタイトルが『銀狼怪奇ファイル〜二つの頭脳を持つ少年〜』となっており、登場人物名や主人公の一部設定を残している以外はオリジナルとなっている。話の内容も怪奇事件を科学知識を駆使して推理する、学園を舞台としたミステリーものに変更となった。主役（不破耕助役）は堂本光一（KinKi Kids）。

## 書籍情報

### 単行本
- 原作・金成陽三郎、漫画・越智辺昌義 『超頭脳シルバーウルフ』 全3巻
  1. 1992年4月17日第1刷発行 ISBN 4-06-311780-4
  2. 1992年5月16日第1刷発行 ISBN 4-06-311786-3
  3. 1992年6月17日第1刷発行 ISBN 4-06-311798-7